# فرانكو فازكيز
فرانكو داميان فازكيز (بالإسبانية: Franco Damián Vázquez) هو لاعب كرة قدم إيطالي الجنسية والأصل وأرجنتيني المولد في مركز الوسط المهاجم، ولد في يوم 22 فبراير 1989 في بلدة تانتي في محافظة كوردوبا في الأرجنتين. يلعب حاليًا مع نادي بارما.

## مسيرته الاحترافية
بين سنوات 2012-2016 لعب مع نادي باليرمو في إيطاليا وسبق له اللعب مع نادي رايو فايكانو و نادي بيلغرانو في الأرجنتين. ولكونه مزدوج الجنسية، فقد لعب مع منتخب إيطاليا لكرة القدم في 2015 ثم في سنة 2018 لعب لمنتخب الأرجنتين لكرة القدم. يبلغ طوله 187 سم.

## روابط خارجية
- فرانكو فازكيز على موقع الاتحاد الأوربي (الإنجليزية)
- فرانكو فازكيز على موقع قاعدة بيانات كرة القدم.إي يو (الإنجليزية)
- فرانكو فازكيز على موقع ناشيونال فوتبول تيمز (الإنجليزية)
- فرانكو فازكيز على موقع Soccerbase.com (لاعب) (الإنجليزية)
- فرانكو فازكيز على موقع Soccerway.com (الإنجليزية)
- فرانكو فازكيز على موقع عالم كرة القدم.نت (الإنجليزية)
- فرانكو فازكيز على موقع AS.com (الإسبانية)